# Liste der bedeutendsten Schachturniere
Diese Liste der bedeutendsten Schachturniere führt Schachturniere auf, die historisch bedeutsam sind. Das erste historische internationale Meisterturnier ist aus dem Jahr 1575 bekannt. In Madrid siegte Giovanni Leonardo da Cutri vor seinem sizilianischen Landsmann Paolo Boi und dem Autor eines berühmten Schachbuches, Ruy López de Segura aus Spanien. Dabei handelte es sich jedoch um ein singuläres Ereignis. Namhafte Schachturniere wurden erst im 19. Jahrhundert wieder ausgerichtet. 
Das erste internationale Schachturnier der modernen Zeit fand 1851 am Rande der Londoner Weltausstellung statt. In Deutschland wurde das erste Schachturnier am 7. und 8. September 1862 in Düsseldorf durchgeführt. Von den acht Teilnehmern belegte Max Lange den ersten Platz vor Otto Wülfing.
- vor dem 20. Jahrhundert
  - bis 1900
- 20. Jahrhundert
  - 1901–1949
  - 1950–1959
  - 1960–1969
  - 1970–1979
  - 1980–1989
  - 1990–1999
- 21. Jahrhundert
  - 2000–2009